# Sceloenopla separata
Sceloenopla separata es una especie de insecto coleóptero de la familia Chrysomelidae. Fue descrita científicamente en 1934 por Maurice Pic.